# بيرنارد ميلز
برنارد جيمس مايلز، بارون مايلز،(27 سبتمبر 1907) - (14 يونيو 1991)، هو ممثل وكاتب ومخرج إنجليزي. افتتح مسرح حورية البحر في عام 1959، وهو أول مسرح جديد يفتتح في مدينة لندن منذ القرن السابع عشر.

### من مؤلفاته
- المسرح البريطاني [7]
- موجة دماغ الله [7]
- حكايات شكسبير المفضلة [7]

## روابط خارجية
- بيرنارد ميلز في قاعدة بيانات الأفلام على الإنترنت
- Bernard Miles performances listed at The Theatre Collection, University of Bristol